# Résztartalékolási bankrendszer
A résztartalékolási bankrendszer a kereskedelmi bankok által leggyakrabban alkalmazott pénzügyi forma. Magában foglalja a kereskedelmi bankokat, amelyek betéteket fogadnak el az ügyfelektől és kölcsönöket adnak a hitelfelvevőknek, miközben a bank betéti kötelezettségeinek csak egy töredékének megfelelő összeget tartanak tartalékban. A banktartalékokat készpénzben tartják maguknál, részben egyenlegekként saját bankszámlájukon a központi banknál. Azt a minimális összeget, melyet a bankoknak likvid eszközökben kell tartaniuk, az ország központi bankja határozza meg, és tartalékkövetelménynek vagy tartalékrátának nevezik. A bankok általában meghaladják ezt a minimális összeget, extra tartalékokat tartva. 
A bankbetétek általában viszonylag rövid lejáratúak, míg a bankok által nyújtott kölcsönök általában hosszabb lejáratúak - ez megköveteli a bankoktól, hogy a betétek kivonásakor likviditást biztosítsanak. A bankok azon elváráson dolgoznak, hogy csak a betétesek egy része próbál egyszerre pénzeszközt kivonni, és kötelezettségeinek csak egy részét tartja tartalékként. Így váratlan bankfutást tapasztalhatnak meg, amikor a betétesek több pénzt kívánnak kivonni, mint a bank birtokában lévő tartalékok. Ebben az esetben a likviditási hiányban szenvedő bank kölcsönözhet más bankoktól a bankközi hitelezési piacon; vagy ha a bankok között általában nincs likviditás, az ország központi bankja hitelezőként járhat el, és a bankok számára forrásokat biztosít e rövid távú hiány fedezésére. 

## Fordítás
Ez a szócikk részben vagy egészben  a   Fractional-reserve banking című angol Wikipédia-szócikk ezen változatának fordításán alapul.  Az eredeti cikk szerkesztőit annak laptörténete sorolja fel. Ez a jelzés csupán a megfogalmazás eredetét és a szerzői jogokat jelzi, nem szolgál a cikkben szereplő információk forrásmegjelöléseként.